# Ring Syd (Næstved)
Ring Syd (O2) er en omfartsvej, der går syd om Næstved. Vejen er ca. 3,4 km lang og er en forlængelse af Ring Øst.
Omfartsvejen starter i Ny Præstøvej, hvor den nuværende omfartsvej Ring Øst slutter. Derfra fortsætter vejen mod syd og krydser Sydbanen, jernbanen mellem København og Nykøbing Falster, samt Parkvej, hvortil der er forbindelse mod det sydlige Næstved; omfartsvejen munder ud i Vordingborgvej ved Næstveds sydlige erhvervsområde. 
Ring Syd stod færdig den 27. oktober 2017,  mens første etape af Ring Nord åbnede for trafik den 24. november 2015,
og anden etape af Ring Nord åbnede den 30. oktober 2016. Med åbningen af sidste del af omfartsvejen 27. oktober 2017 har Næstved en komplet ringvej rundt omkring byen.